# Cámara de Notarios de la Ciudad de México
El Colegio de Notarios de la Ciudad de México es una institución profesional creada en 1792, lo que la convierte en una de las asociaciones más antiguas de América Latina .
Su función principal es agremiar a los titulares de las notarías en ejercicio en la capital mexicana, con el objetivo de contribuir al adecuado desempeño de la función notarial y promover la legalidad y seguridad jurídica entre los habitantes de la ciudad. 

## Historia
Los orígenes del Colegio datan del 2 de septiembre de 1573, cuando se dictó el decreto para el funcionamiento de la Cofradía de los Cuatro Evangelistas en España . El 19 de junio de 1792 se fundó el Real Colegio de Escribanos mediante Real Cédula de Aranjuez expedida por el Rey Carlos IV de España . Desde su fundación, ha operado de manera continua por más de 200 años, convirtiendo al Colegio en el más antiguo de América. 

## Función social del Notariado
El artículo 12 de la Ley del Notariado para la Ciudad de México  establece que toda persona tiene derecho a acceder a los servicios notariales. Así, el notario debe prestar sus servicios cuando sea requerido por autoridades, particulares o en cumplimiento de resoluciones judiciales. Además, todos los notarios deben participar en los programas de asistencia jurídica exigidos por las políticas públicas o la ley. 
En cumplimiento de estas disposiciones, el Colegio brinda asesoría jurídica gratuita en materia de propiedad y constitución de empresas, atención notarial urgente y participa en programas como el "Mes del Testamento",  donde las personas pueden elaborar sus testamentos a precios reducidos, así como la colaboración en diversos programas sociales creados por distintas autoridades gubernamentales.  
Además, el Colegio asiste durante el proceso electoral, otorgando crédito legal a las acciones realizadas por ciudadanos, candidatos y partidos políticos quienes firman sus compromisos ante Notarios públicos. 
Adicionalmente, tienen una responsabilidad compartida respecto del Archivo General de Notarías, archivo histórico que contiene documentos importantes sobre personajes y procesos históricos mexicanos.  
La importancia de los servicios notariales se hizo notar durante la pandemia, cuando se declaró como trabajo esencial y no suspendió sus actividades. 

## Acceso a servicios notariales
Ser Notario en la Ciudad de México está sujeta a colegiación obligatoria, es decir, todo notario debe pertenecer a un colegio. La membresía se obtiene aprobando un examen y recibiendo la patente por parte de la Jefatura de Gobierno de la Ciudad de México. 

## Estructura orgánica
El Colegio es presidido por un Presidente, quien se auxilia en sus funciones por la Asamblea de Notarios, integrada por el citado Presidente y nueve miembros más. Cuenta también con 7 Comisiones, cada una encargada de un tema en particular, importante para el correcto desempeño de los servicios notariales.
La presidencia del Colegio se renueva cada dos años. Se elige por la Asamblea y debe reunir antigüedad y experiencia en funciones anteriores dentro del mismo.

## Presidentes del Colegio
Alfredo González Serrano (1996 - 1997)
Mario Pérez Salinas (1998 - 1999)
Jorge Alfredo Domínguez Martínez (2000 - 2002)
Antonio Velarde Violante (2002 - 2004)
Alfonso Zermeño Infante (2004 - 2006)
Javier Pérez Almaraz (2006 - 2008)
José Ignacio Sentíes Laborde (2008 - 2010)
Erick Salvador Pulliam Aburto (2010 - 2012)
Ignacio R. Morales Lechuga (2012 - 2014)
Heriberto Castillo Villanueva (2014 - 2016)
Sara Cuevas Villalobos (2016 - 2018)
Marco Antonio Ruiz Aguirre (2018 - 2020)
Ponciano López Juárez (2020 - 2022)
Luis Antonio Montes De Oca M. (2022 - 2024)
Roberto Garzón Jiménez (2024 - 2026)